# 南环街道
南环街道，是中华人民共和国广西壮族自治区柳州市柳南区下辖的一个乡镇级行政单位。

## 行政区划
南环街道下辖以下地区：
新鹅社区、东苑社区、南苑社区、竹鹅村、帽合村、门头村和新云村。